# Lawrie Annandale
Lawrie Annandale (* 7. Februar 1950) ist ein ehemaliger schottischer Snookerschiedsrichter und -spieler. Als Unparteiischer leitete er unter anderem das Finale der Snookerweltmeisterschaft 1998 sowie das Endspiel des LG Cup 2003, in dem John Higgins ein Maximum Break spielte. In seiner Freizeit war er selbst als Spieler aktiv. Durch zufällige Umstände erhielt er 2001 die Möglichkeit, als Spieler an den World Games teilzunehmen. Abgesehen davon ist er als Experte für Billardqueues bekannt.

## Karriere

### Schiedsrichter und Spieler
Annandale war als Techniker an den britischen Tests der UGM-27 Polaris beteiligt, in den 1980ern arbeitete er in der Werft von Rosyth. In seiner Freizeit spielte er im Dockyard Club hobbymäßig Snooker, betätigte sich gleichzeitig aber auch als Schiedsrichter. In diesem Snookerclub lernte er einen Jugendlichen namens Stephen Hendry kennen, der damals erst am Beginn seiner Karriere stand. Annandale nahm ihn danach regelmäßig in den Locarno Snooker Club in Edinburgh mit, wo Hendry Spielpraxis sammeln konnte. Annandale selbst galt als guter Amateurspieler. Mitte der 1980er gelang ihm ein Break von 127 Punkten. Zusammen mit Hendry wurde er damals auch schottischer Doppel-Meister. Später spielte er in seiner Freizeit regelmäßig Golf.
Der spätere siebenfache Weltmeister Hendry wurde 1985 Profispieler. Ungefähr zur gleichen Zeit oder etwas später ging Annandale ebenfalls auf die Profitour, allerdings als professioneller Schiedsrichter. 1988 leitete er bereits bei der Scottish Professional Championship das Finale eines Profiturnieres, in dem der noch kaum bekannte Stephen Hendry den früheren mehrmaligen Gewinner dieses Turniers Murdo MacLeod besiegte. Mitte der 1990er-Jahre wurde Annandale mehrfach bei den umfangreichen Turnierqualifikationen eingesetzt. 1996 kam es in der WM-Qualifikation zu einem unschönen Vorfall, als Alex Higgins nach einer 7:10-Niederlage gegen Surinder Gill Beleidigungen gegen Annandale und seinen Kollegen Alan Chamberlain aussprach. Annandale meldete den Vorfall dem Weltverband und löste damit eine Untersuchung aus, in deren Folge sich der beim Publikum beliebte Higgins entschuldigte. Außerdem wurde Annandale in den 1990ern zunehmend auch in den Finalrunden der Profiturniere eingesetzt. 1995 führte er durch das Endspiel der German Open, 1997 war er Schiedsrichter im Halbfinale der UK Championship. Wenige Monate später leitete er das Endspiel der Snookerweltmeisterschaft 1998. Es war sein einziger Einsatz in einem WM-Finale.
Drei Jahre später wurde Annandale ins japanische Akita entsandt, um als Schiedsrichter einige Spiele im Snooker-Wettbewerb der World Games 2001 zu leiten. Es war das erste Mal, dass Billard Teil der World Games war. Mehrere Spieler sagten allerdings kurz vor Turnierstart ab. Die Absagen von Stephen Lee, Robin Hull und Patrick Delsemme konnten die Organisatoren noch kompensieren, doch mit dem Chinesen Da Hailin schaffte es ein weiterer Spieler ebenfalls nicht nach Japan. So waren in Japan nicht mehr ausreichend Teilnehmer, um den Snooker-Wettbewerb wie geplant durchzuführen. Als ehemaliger Amateurspieler wurde Annandale selbst angefragt. Er sagte zu und war daraufhin nicht Unparteiischer, sondern wurde zu einem Vertreter Großbritanniens in den Wettkämpfen. Nach eigener Angabe hatte er zu diesem Zeitpunkt „13 Jahre lang keine richtige Partie Snooker mehr gespielt“. Dass er trotzdem zusagte, begründete er damit, dass mit einem kampflosen Weiterkommen niemandem geholfen sei. Er lieh sich einen Ersatz-Queue des Hongkonger Vertreters Marco Fu und trainierte zusammen mit dem pakistanischen Spieler Shokat Ali. Allerdings verlor er sein Auftaktspiel im Achtelfinale mit 0:3 gegen den japanischen Vertreter Takao Kurimoto. Zur selben Zeit war Annandale vom Weltverband als Head of Referees fest angestellt. In dieser Position war er unter anderem fürs Anwerben von neuen Schiedsrichtern zuständig; unter anderem ließ er Paul Collier verpflichten.  Zusätzlich leitete er zeitweise zusammen mit Colin Brinded und John Newton die praktische Ausbildung neuer Schiedsrichter. Ferner saß er neben Newton und Jim Chambers im Referees’ Assessment Committee, das umstrittene Entscheidungen professioneller Schiedsrichter untersuchen und bewerten sollte.
Bei der Snookerweltmeisterschaft 2004 leitete Annandale das Erstrundenspiel zwischen Quinten Hann und Andy Hicks, das im Nachhinein große mediale Aufmerksamkeit bekam. Bereits während des Spiels hatte Annandale Hann mehrfach wegen ungebührlicher Kommentare ermahnt. Der Australier galt ohnehin bereits als Rüpel des Snookersports und war bei den anderen Spielern recht unbeliebt. Nachdem Hicks das Spiel mit dem Endstand von 10:4 gewonnen hatte, entzündete sich ein Wortgefecht. Hann beschuldigte später Hicks, er habe beim obligatorischen Handschlag nach Ende des Spiels Schadenfreude gezeigt, dass Hann mit der Niederlage womöglich aus den Top 16 der Weltrangliste fallen könnte. Hicks führte den „im Eifer des Gefechts“ gefallenen und für ihn ebenfalls unnötigen Kommentar auf Hanns vorherige Provokationen zurück. Das Wortgefecht zwischen den beiden steigerte sich vor laufenden TV-Kameras so lange, bis es fast zu einer Schlägerei kam. Die Lage beruhigte sich erst, als Annandale die beiden voneinander trennte. Die irische Rundfunkgesellschaft Raidió Teilifís Éireann kommentierte das Vorkommnis als für den Snookersport „außergewöhnlich“. Es entfaltete sich dann sogar noch ein Nachspiel, als Hann Hicks zu einem Boxkampf herausforderte. Der Boxkampf fand tatsächlich statt, an Hicks’ Stelle trat aber Mark King gegen Hann an und verlor nach Punkten.
Abgesehen davon wurde Annandale Anfang der 2000er-Jahre weiterhin bei wichtigen Partien eingesetzt. Unter anderem leitete er 2003 das Finale der Scottish Open. Im selben Jahr war er ebenfalls Finalschiedsrichter beim LG Cup, wobei John Higgins im Endspiel ein Maximum Break gelang. Es war die einzige Partie mit einem vom Weltverband offiziell anerkannten Maximum Break, die Annandale leitete. Insgesamt betrachtet galt er damals als einer der besten Snooker-Schiedsrichter der Profitour. Mitte der 2000er-Jahre beendete er seine Laufbahn, als sein Vertrag mit dem Weltverband auslief. Der Weltverband hatte Annandale zwar einen neuen Vertrag angeboten, den er aber wegen als zu gering empfundener Bezahlung ablehnte. Er zog sich anschließend vollständig aus dem Snooker zurück.

### „Queue-Doktor“
Bereits in den 1980er-Jahren habe Annandale Queues gesammelt, wie Stephen Hendry in seiner Autobiographie schreibt, und während seiner Karriere als Schiedsrichter galt er als Experte für die Reparatur von Billardqueues. Häufig half er Spielern während Turnieren aus, wenn es Probleme mit ihren Queues gab. Dadurch war er einer der beliebtesten Schiedsrichter der Profitour. Stephen Hendry ließ beispielsweise stets seine Pomeranze, ein kleines Lederplättchen an der Spitze des Spielgeräts, von Annandale wechseln. Hendry begründete das in seiner Autobiographie damit, dass Annandale als einziger die Form der Pomeranze so hinbekommen habe, wie es für seine Spielweise am passendsten gewesen sei. Sich selbst habe er zu wenig vertraut, um die viel Präzision erfordernde Arbeit auszuführen. Einmal habe er Annandale sogar extra von Schottland zu einem Turnier nach Belgien einfliegen lassen, als sein Queue eine neue Pomeranze brauchte.
Neben kleineren Reparaturen unternahm Annandale als sogenannter cue doctor (etwa Queue-Doktor) auch größere handwerkliche Arbeiten. So überarbeitete er zum Beispiel im Jahr 2000 den Queue von Hendry. 2003 war Annandale erste Anlaufstelle von Stephen Hendry, als dessen Queue beim Rückflug von der in Bangkok ausgetragenen Euro-Asia Masters Challenge zu Bruch gegangen war. Der siebenmalige Weltmeister hatte diesen Queue bis dahin während seiner gesamten Karriere genutzt. Allgemeinhin gelten Queues als äußerst wichtig für die Leistungen eines Spielers, denn die Spieler sind an die Feinheiten in den Eigenschaften eines bestimmten Queues gewöhnt. Ein zu Bruch gegangener Queue war also für Hendrys weitere Karriere ein großes Risiko. Annandale reparierte den Queue, allerdings ohne den erhofften Erfolg; denn das Spielgefühl war danach ein völlig anderes. Deshalb entschied sich Hendry, den Queue zu wechseln, und spielte fortan mit einem neuen des renommierten Queuebauers John Parris.
Abgesehen von Hendry gehörten auch andere führende Spieler zu Annandales Klienten. Beispielsweise sägte Annandale bei der Snookerweltmeisterschaft 1997 während einer 15-minütigen Pause in der Erstrundenpartie zwischen John Higgins und Graham Horne einige Millimeter von Higgins’ Queue ab, weil der spätere Viertelfinalist sein Spielgerät als zu lang empfand. Bei der UK Championship 1997 härtete Annandale die Pomeranze von Jimmy White mit einem Blatt Thermopapier aus einem Faxgerät, als White während seiner Partie gegen Alan McManus über Probleme mit dem Lederplättchen klagte, das er vorher gewechselt hatte. Nach Annandales Karriereende übernahm Paul Collier die Rolle als erste Anlaufstelle für defekte Queues während laufender Turniere.